# この街で君と暮らしたい
『この街で君と暮らしたい』（このまちできみとくらしたい）はFIELD OF VIEWの7thシングル。

## 解説
- 作品提供者は小松未歩。このとき小松はまだデビューしておらず、この作品が小松未歩の初作詞作曲作となっている。前作に続いてデビュー前のアーティストからの楽曲提供。
- 小松未歩自身も1stアルバム『謎』でセルフ・カバーしており、キーはオリジナルより3つ高くなっている。
- FIELD OF VIEWにとって、第一期ZAIN時代の最後のシングルである。
- テレビ朝日系『超次元タイムボンバー』の3代目エンディングテーマとして採用された。
- コーラスは宇徳敬子。

## 収録曲
1. この街で君と暮らしたい
作詞・作曲：小松未歩　編曲：葉山たけし
2. 桜咲くこの場所で
作詞・作曲：浅岡雄也　編曲：池田大介
3. この街で君と暮らしたい（オリジナルカラオケ）

## 収録アルバム
- SINGLES COLLECTION+4 (#1)
- the FIELD OF VIEW BEST 2001 Limited Edition of Asia (#1)
- Memorial BEST 〜Gift of Melodies〜 (#1)
- complete of FIELD OF VIEW at the BEING studio (#1)
- BEST OF BEST 1000 FIELD OF VIEW (#1)
- FIELD OF VIEW BEST HITS (#1)
- FIELD OF VIEW 25th Anniversary Extra Rare Best 2020 (#1, #2)